# Storckiella
Genre
Classification phylogénétique
Synonymes
- Doga (Baill.) Baill. ex Nakai[2]

Storckiella est un genre de plantes à fleurs dicotylédones de la famille des Fabaceae, sous-famille des Caesalpinioideae, originaire d'Océanie (Australie, îles Fidji, Nouvelle-Calédonie), qui comprend deux espèces acceptées.
Ce sont des arbres ou de grands arbustes poussant dans les forêts pluviales tropicales.

## Liste d'espèces
Selon The Plant List (14 novembre 2018) :
- Storckiella australiensis J.H.Ross & B.Hyland
- Storckiella vitiensis Seem.